# Polygala purpusii
Polygala purpusii là một loài thực vật có hoa trong họ Polygalaceae. Loài này được Brandegee miêu tả khoa học đầu tiên năm 1910.